# Moșceanîțea, Ovruci
Moșceanîțea (în ucraineană Мощаниця) este un sat în comuna Norînsk din raionul Ovruci, regiunea Jîtomîr, Ucraina.

## Demografie
Componența lingvistică a localității Moșceanîțea
     Ucraineană (98,95%)
     Rusă (1,05%)
Conform recensământului din 2001, majoritatea populației localității Moșceanîțea era vorbitoare de ucraineană (98,95%), existând în minoritate și vorbitori de rusă (1,05%).